# 古賀輝希
古賀 輝希（こが てるき、2000年8月25日 - ）は、佐賀県佐賀市出身のプロ野球選手（内野手）。右投左打。埼玉西武ライオンズ所属。

## 経歴

### プロ入り前
佐賀商業高校3年時に夏の甲子園に4番として出場したが、1回戦で先発投手だった山田龍聖を擁する高岡商業高校に敗れた。進学した日本経済大学では2年時に右肩を脱臼し手術を経験するも、4年時に福岡六大学野球連盟でベストナインを受賞した。プロ志望届を提出せず、万全な状態でプレーができないことから社会人の企業チームへは進めず、大学コーチの紹介で長野県のクラブチーム・千曲川硬式野球クラブでプレーすることとなった。2023年・2024年に全日本クラブ野球選手権大会に出場した。2024年4月に行われた埼玉西武ライオンズ三軍との練習試合では、左中間への本塁打を打った。クラブチームでのプレーの傍ら、工場に勤務していたが、野球に専念するために2024年6月に退社を決断している。
2024年10月24日に開催されたドラフト会議にて、埼玉西武ライオンズから7位指名を受けた。11月8日、契約金2000万円、年俸750万円で入団に合意した（金額は推定）。背番号は59。担当スカウトは鈴木敬洋。クラブチームからのドラフト指名は近年稀で、2018年楽天育成2位指名の則本佳樹（山岸ロジスターズ出身）以来6年ぶり、支配下指名だと2014年日本ハム5位指名の瀬川隼郎（室蘭シャークス出身）以来10年ぶりである。

### 西武時代
2025年は開幕を二軍で迎えたが、イースタン・リーグの開幕戦では8番・三塁でスタメン出場した。しかし、立った打席の半分以上が三振という打撃内容で、4月5日を最後に二軍出場はなく、三軍再調整となり、更に三軍降格から間もなく右脇腹を故障した。

## 選手としての特徴・人物
内側からしっかりバットが出てくる、癖がなく綺麗なバットスイングが特徴で、スイング時の回転が速い左の中長距離バッター。古賀自身、バッティングフォームを分析するほうだと語る。
クラブチーム・千曲川時代は生コンクリート工場にフルタイムで勤務していた。仕事の終わる17時から22時までを野球の練習に充て、土日は1日中練習か試合、仕事の休憩時間や寝る前、試合に行く移動時間で打撃の分析をするという生活を送り、インタビューに対し、「本当に休みもないですし、限界ギリギリでした」「でも、自分の中で2年と決めていたので、なんとか頑張ることができました」と振り返っている。野球の練習を夜遅くまで続けていたが、7時半の始業時間に遅刻したことは一度も無かった。2年目に退社を決断した際は、職場からも「自分の夢なんだから頑張って欲しい」を背中を押してもらえ、仕事が休みの選手が練習に付き合ってもらえた。
担当スカウトの鈴木は2023年冬に長野県で行われていた野球教室で、三塁を守る古賀を初めて見ると、2024年は古賀を見続けると決めた。鈴木が年明けに練習を見に行くと、古賀の綺麗なバットスイングを目にし、何度も視察を重ねるうちに、「彼ならプロで通用する」という感覚がどんどん大きくなっていったという。
寡黙な性格で、まったく折れない心を持ち、担当スカウトの鈴木は「毛が生えているくらいの心臓」と表現している。日刊スポーツの埼玉西武担当・金子真仁は「自己表現がそんなに得意でないタイプ」と見ている。

## 詳細情報

### 背番号
- 59（2025年[9] - ）